# Randy Robitaille
Randy Robitaille (Ottawa, 18 ottobre 1975) è un ex hockeista su ghiaccio canadese che giocava come attaccante. Con l'HC Lugano ha vinto il premio di PostFinance Top Scorer al termine della Lega Nazionale A 2009-2010, avendo messo a referto 16 gol e 48 assist.

## Statistiche

### Club
Statistiche aggiornate a luglio 2011.
| Stagione   | Squadra             | Stagione regolare | Stagione regolare | Stagione regolare | Stagione regolare | Stagione regolare | Stagione regolare | Playoff | Playoff | Playoff | Playoff | Playoff |
| Stagione   | Squadra             | Lega              | P                 | G                 | A                 | Pt                | PIM               | P       | G       | A       | Pt      | PIM     |
| ---------- | ------------------- | ----------------- | ----------------- | ----------------- | ----------------- | ----------------- | ----------------- | ------- | ------- | ------- | ------- | ------- |
| 1993–1994  | Ottawa Jr. Senators | CJHL              | 57                | 33                | 55                | 88                | 31                |         |         |         |         |         |
| 1994–1995  | Ottawa Jr. Senators | CJHL              | 54                | 48                | 77                | 125               | 111               | 17      | 11      | 23      | 34      | 18      |
| 1995–1996  | Miami RedHawks      | CCHA              | 46                | 14                | 31                | 45                | 26                |         |         |         |         |         |
| 1996–1997  | Miami RedHawks      | CCHA              | 39                | 27                | 34                | 61                | 44                |         |         |         |         |         |
| 1996–1997  | Boston Bruins       | NHL               | 1                 | 0                 | 0                 | 0                 | 0                 |         |         |         |         |         |
| 1997–1998  | Providence Bruins   | AHL               | 48                | 15                | 29                | 44                | 16                |         |         |         |         |         |
| 1997–1998  | Boston Bruins       | NHL               | 4                 | 0                 | 0                 | 0                 | 0                 |         |         |         |         |         |
| 1998–1999  | Providence Bruins   | AHL               | 74                | 28                | 74                | 102               | 34                | 19      | 6       | 14      | 20      | 20      |
| 1998–1999  | Boston Bruins       | NHL               | 4                 | 0                 | 2                 | 2                 | 0                 | 1       | 0       | 0       | 0       | 0       |
| 1999–2000  | Nashville Predators | NHL               | 69                | 11                | 14                | 25                | 10                |         |         |         |         |         |
| 2000–2001  | Milwaukee Admirals  | IHL               | 19                | 10                | 23                | 33                | 4                 |         |         |         |         |         |
| 2000–2001  | Nashville Predators | NHL               | 62                | 9                 | 17                | 26                | 12                |         |         |         |         |         |
| 2001–2002  | Manchester Monarchs | AHL               | 6                 | 7                 | 3                 | 10                | 0                 |         |         |         |         |         |
| 2001–2002  | Los Angeles Kings   | NHL               | 18                | 4                 | 3                 | 7                 | 17                |         |         |         |         |         |
| 2001–2002  | Pittsburgh Penguins | NHL               | 40                | 10                | 20                | 30                | 16                |         |         |         |         |         |
| 2002–2003  | Pittsburgh Penguins | NHL               | 41                | 5                 | 12                | 17                | 8                 |         |         |         |         |         |
| 2002–2003  | New York Islanders  | NHL               | 10                | 1                 | 2                 | 3                 | 2                 | 5       | 1       | 1       | 2       | 0       |
| 2003–2004  | Atlanta Thrashers   | NHL               | 69                | 11                | 26                | 37                | 20                |         |         |         |         |         |
| 2004–2005  | ZSC Lions           | NLA               | 36                | 22                | 45                | 67                | 56                | 15      | 2       | 17      | 19      | 10      |
| 2005–2006  | Minnesota Wild      | NHL               | 67                | 12                | 28                | 40                | 54                |         |         |         |         |         |
| 2006–2007  | Philadelphia Flyers | NHL               | 28                | 5                 | 12                | 17                | 22                |         |         |         |         |         |
| 2006–2007  | New York Islanders  | NHL               | 50                | 6                 | 17                | 23                | 22                | 5       | 0       | 2       | 2       | 8       |
| 2007–2008  | Lokomotiv Yaroslavl | RSL               | 14                | 3                 | 5                 | 8                 | 10                |         |         |         |         |         |
| 2007–2008  | Ottawa Senators     | NHL               | 68                | 10                | 19                | 29                | 18                | 2       | 0       | 1       | 1       | 0       |
| 2008–2009  | HC Lugano           | NLA               | 30                | 1                 | 27                | 28                | 10                | 7       | 2       | 1       | 3       | 22      |
| 2009–2010  | HC Lugano           | NLA               | 50                | 16                | 49                | 65                | 72                | 3       | 0       | 1       | 1       | 30      |
| 2010–2011  | San Antonio Rampage | AHL               | 28                | 5                 | 14                | 19                | 8                 |         |         |         |         |         |
| Totale NHL | Totale NHL          | Totale NHL        | 531               | 84                | 172               | 256               | 201               | 13      | 1       | 4       | 5       | 8       |
| Totale AHL | Totale AHL          | Totale AHL        | 156               | 55                | 120               | 175               | 58                | 19      | 6       | 14      | 20      | 20      |
| Totale NLA | Totale NLA          | Totale NLA        | 116               | 39                | 121               | 160               | 138               | 25      | 4       | 19      | 23      | 62      |